# 23718 Horgos
23718 Horgos è un asteroide della fascia principale. Scoperto nel 1998, presenta un'orbita caratterizzata da un semiasse maggiore pari a 2,5668918 UA e da un'eccentricità di 0,1886032, inclinata di 1,43546° rispetto all'eclittica.